# Coptocephala peresi
Coptocephala peresi is een keversoort uit de familie bladkevers (Chrysomelidae). De wetenschappelijke naam van de soort werd in 1895 gepubliceerd door Vauloger de Beaupré als Clytra (Coptocephala) peresi.